# Tarsipedidae
Famille
Les Tarsipedidae sont une famille de mammifères phalangeriformes. Elle ne comporte qu'un seul genre et une seule espèce. 

## Liste des genres et espèces
Selon BioLib (17 juin 2019) :
- genre Tarsipes Gervais & Verreaux, 1842
  - Tarsipes rostratus Gervais & Verreaux, 1842